# Булгартабыты
Булгартабыты (каз. Былғары табыты) — село в Куршимском районе Восточно-Казахстанской области Казахстана. Входит в состав Теректинского сельского округа. Код КАТО — 635235400.

## Население
В 1999 году население села составляло 249 человек (128 мужчин и 121 женщина). По данным переписи 2009 года, в селе проживали 124 человека (70 мужчин и 54 женщины).